# Curiúva
Curiúva est une ville brésilienne de l'État du Paraná. Sa population était estimée à 14,720 habitants en 2014.